# Liu Siyu
Liu Siyu (chinesisch 刘思宇, Pinyin Liú Sīyǔ; * 1. November 1995 in Dalian, Provinz Liaoning) ist ein chinesischer Tennisspieler.

## Karriere
Liu Siyu spielt hauptsächlich auf der ATP Challenger Tour und der ITF Future Tour. Sein Debüt im Doppel auf der ATP World Tour gab er im September 2014 bei den China Open, wo er mit Ning Yuqing im Doppel antrat, jedoch bereits in der Auftaktrunde gegen Julien Benneteau und Vasek Pospisil klar in zwei Sätzen verlor.
Liu Siyu wird seit April 2016 auf der ATP-Homepage als inaktiv geführt.